# Nacionalno prvenstvo ZDA 1932
Nacionalno prvenstvo ZDA 1932 v tenisu.

## Moški posamično
Ellsworth Vines :  Henri Cochet  6-4 6-4 6-4

## Ženske posamično
Helen Jacobs :  Carolin Babcock Stark  6-2, 6-2

## Moške dvojice
Ellsworth Vines /  Keith Gledhill :  Wilmer Allison /  John Van Ryn 6–4, 6–3, 6–2

## Ženske dvojice
Helen Jacobs /  Sarah Palfrey Cooke :  Marjorie Morrill Painter /  Alice Marble 8–6, 6–1

## Mešane dvojice
Sarah Palfrey Cooke /  Fred Perry :  Helen Jacobs /  Ellsworth Vines 6–3, 7–5